# Gustave Flasschoen
Gustave Flasschoen (Sint-Jans-Molenbeek, 20 mei 1868 – Brussel, 3 september 1940) was een Belgisch kunstschilder, aquarellist, tekenaar, illustrator en graficus uit de late 19de en vroege 20ste eeuw, gespecialiseerd in landschappen en genretaferelen.

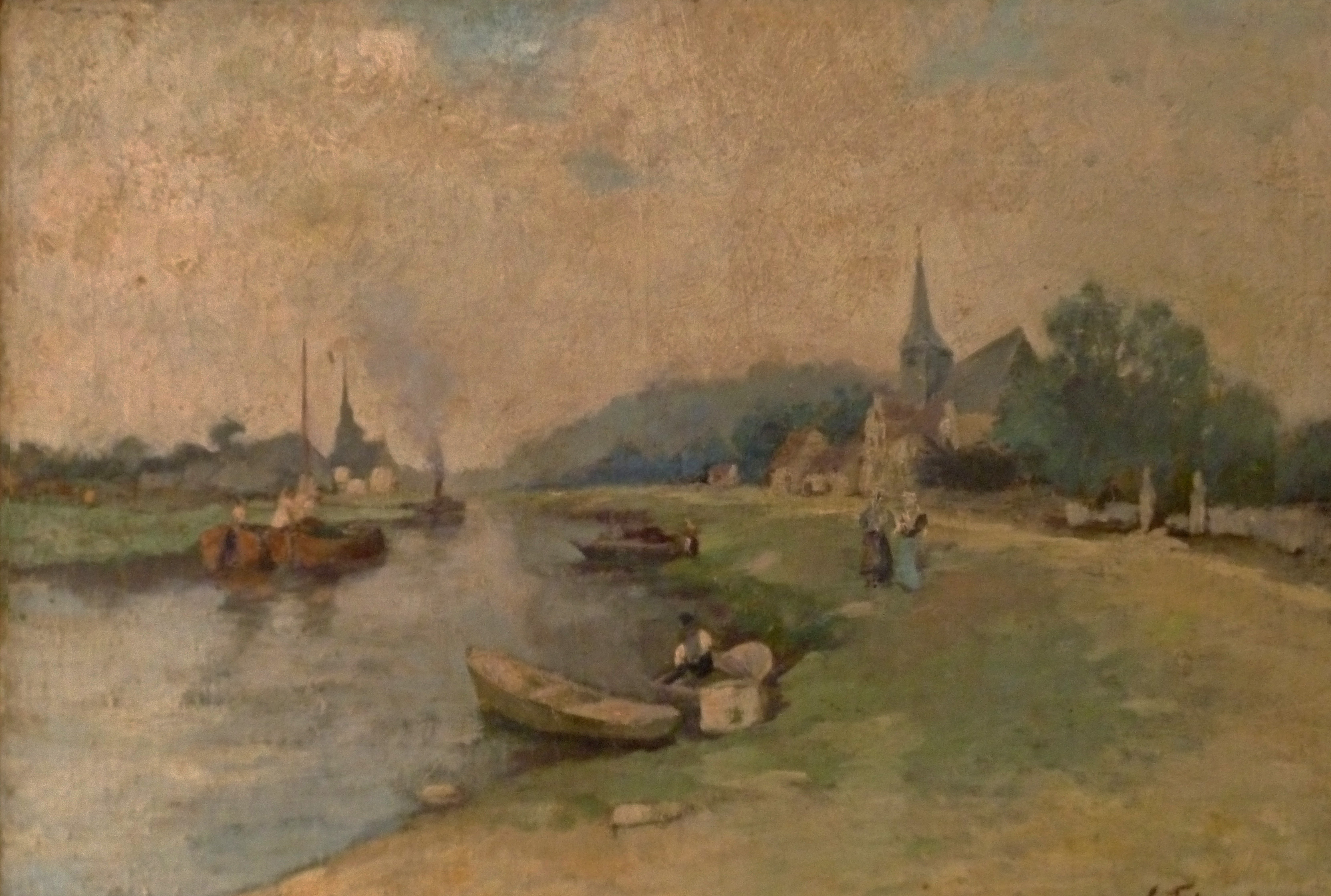
Geanimeerd rivierlandschap (privébezit)

## Levensloop
Gustave Flasschoen studeerde van 1887 tot 1890 aan de Academie voor Schone Kunsten in Molenbeek (Brussel) bij François Stroobant en aan de Académie de Dessin et de Peinture in Sint-Jans-Molenbeek bij dezelfde leermeester. Hij nam ook lessen bij Van Dyck, een kunstschilder in Schaarbeek.
Gustave Flasschoen schilderde naast genretaferelen ook ontroerende plattelandstaferelen en eenvoudige stukjes natuur, zoals enkel de grote Vlaamse Meesters dat kunnen.
Hij begon als ontwerper van kunstaffiches en enkele boeken. Bij de oprichting in 1909 van de "Compagnie du Zoute" in de nieuwe badplaats Knokke, kreeg hij de opdracht een affiche te ontwerpen. Zijn pastel "De Vrouw" , een voorstelling van een vrouw in typische belle-époquekledij met wapperende groene sjaal zittend boven op een duin, werd zijn beroemdste affiche. Dit werd omgezet in een litho, gekleurde chromo en prentbriefkaarten. Er werden 250.000 exemplaren van gedrukt, het werd afgedrukt op covers van brochures en gebruikt in gemoderniseerde hertekeningen.
Voor de Eerste Wereldoorlog ondernam Flasschoen reizen, in Europa, naar Rusland en in 1912-1914 naar Argentinië.
De oorlog inspireerde hem tot "De Maskers" waarin soldaten met gasmaskers opduiken vanuit de gaswalmen (Collectie van Het Museum van het Leger en de Krijgsgeschiedenis, Brussel).
Hij was illustrator voor onder meer "La Dernière Heure" en de Brusselse krant "Le Petit Bleu" en voor de toen populaire tijdschriften "L’Illustration", "Le Globe Illustré" en "Pourquoi pas?", wat hem op verschillende plaatsen bracht. Hij illustreerde verschillende boeken, zoals " Légendes des Ardennes" (Hubert Stienert, 1928-1929) en "Les légendes de Bruxelles et du Brabant/ Vieilles Hostelleries et voyageurs à Bruxelles au temps passé" (Auguste Vierset, en Georges Desmarez, 1930).
Toen boekillustraties meer en meer vervangen werden door foto's, begon hij zich volledig toe te leggen op de schilderkunst. Zijn schildersoeuvre bestond toen vooral uit landschappen, stadsgezichten, visserstaferelen, levendige taferelen uit Noord-Afrika, met aanstormende paarden en levendige ruiters, en humoristische scènes. Hij maakte ook nog affiches en verzorgde boekillustraties, onder andere voor "A la boule plate. Mœurs bruxelloises" van George Garnir (Curtio) of voor diens "Baedeker de physiologie bruxelloise à l’usage des étrangers" (beide samen met A. Lynen).
Zijn achterkleindochter Lorraine Lawson is een kunstenares die woont in Campbell, Californië. Haar werk wordt geïnspireerd door de stijl van haar overgrootvader.

## Stijlevolutie
Zijn stijl evolueerde tijdens het interbellum naar een het impressionistisch-realisme dat hij aanwendde met grote soepelheid, een elegante lijnvoering en een helder kleurenpalet in zijn Noord-Afrikaanse scènes en landschappen.
Na vele studiereizen in Spanje, Nederland, Rusland en Noord-Afrika, spitste hij zich met succes toe op het orïentalisme.
In 1930 hield hij in Antwerpen een tentoonstelling met zijn reisschilderijen uit Marokko, Algerije en Tunesië.
Gustave Flasschoen was een hoogsteigen talent dat zich nooit bij een specifieke groep heeft aangesloten.

## Tentoonstellingen
- 1930, Antwerpen
- 1936, Brussel, Salle Studio (samen met A. Goffinon)
- 1937, Gent, Salon 1937: "Arabisch feest"

## Musea
- Antwerpen, Vleeshuis
- Brussel, Museum van Elsene
- Brussel, Museum van het Leger en de Krijgsgeschiedenis
- Brussel, Koninklijke Bibliotheek van België